# Blechnum howeanum
Blechnum howeanum är en kambräkenväxtart som beskrevs av T. C. Chambers och P. A. Farrant. Blechnum howeanum ingår i släktet Blechnum och familjen Blechnaceae. Inga underarter finns listade.